# 27 Warszawski Dywizjon Artylerii Ciężkiej
27 Warszawski Dywizjon Artylerii Ciężkiej (27 dac) – pododdział artylerii ciężkiej Wojska Polskiego.
Dywizjon został sformowany w lutym 1946 roku, w garnizonie Tomaszów Mazowiecki (Poznański Okręg Wojskowy), na bazie 82 Warszawskiego Pułku Artylerii Ciężkiej. Jednostka została zorganizowana według etatu Nr 4/15 samodzielnego dywizjonu artylerii ciężkiej czasu "P". Stan etatowy dywizjonu liczył 6 pracowników kontraktowych i 358 wojskowych, w tym 41 oficerów i 100 podoficerów oraz 217 szeregowców. Podstawowym uzbrojeniem dywizjonu było dwanaście 152 mm haubicoarmat wz. 1937 (MŁ-20).
Latem 1949 roku jednostka została przeformowana na etat Nr 4/45, dyslokowana do garnizonu Węgorzewo i włączona w skład 15 Brygady Artylerii Ciężkiej z zachowaniem dotychczasowej nazwy i numeru. W 1951 roku 15 BAC została przeformowana na etat Nr 4/63. W wyniku tej reorganizacji dyon utracił swoją nazwę i numer.